# Кримський крайовий уряд
Кримський крайовий уряд  — узагальнювальна назва двох урядів, що існували в Криму під час громадянської війни 1917—1921:
- Перший Кримський крайовий уряд — уряд, що існував в Криму з 25 червня до 15 листопада 1918, голова — Сулейман Сулькевич
- Другий Кримський крайовий уряд — уряд в Криму, що існував з 15 листопада 1918 до квітня 1919, голова — Соломон Крим